# Willi Graf
Willi Graf (n. 2 ianuarie 1918, Euskirchen, Regatul Prusiei, Imperiul German – d. 12 octombrie 1943, München, Germania Nazistă) a fost unul din cei cinci membri ai grupului Trandafirul Alb, de rezistență în timpul regimului nazist.
A copilărit la Saarbrücken, unde tatăl său era directorul unei firme de vinuri încă din 1922.
În 1928 s-a înscris la Humanistisches Ludwigsgymnasium (Liceul Umanist Ludwig), unde a obținut diploma de bacalaureat în 1937.
Willi provenea dintr-o familie profund catolică și – de la 11 ani – făcea parte din “Neudeutschland” (Noua Germanie), o asociație școlară catolică care continua tradiția mișcărilor catolice școlare, începută în Germania de mișcarea tineretului Wandervogel. 
După ce nazismul a scos în afara legii toate organizațiile care nu erau legate (controlate) de principiile hitleriste, Willi a intrat în 1934 în asociația “Graues Orden” (Ordinul Gri), format din foștii membri ai asociației “Bündische Jugend” (Tineretul asociat). 
„Graues Orden” se caracteriza ca fiind o asociație de tineret dedicată studiului filosofiei. Deoarece avea o orientare catolică, aborda și probleme liturgice, militând pentru o reformă a Bisericii Catolice. 
Willi Graf a ajuns la convingerea că este necesar să se implice politic în calitate de creștin și să desfășoare o activitate tot mai decisă de combatere a nazismului, național-socialismul și credința creștină fiind incompatibile.
Deși a fost deseori amenințat, a refuzat să intre în Hitlerjugend (organizația tineretului nazist). 
În ianuarie 1938, împreună cu alți tineri colegi și prieteni ai săi, a fost arestat mai multe săptămâni pentru că a participat la organizarea unei tabere de tineret neautorizată.
A fost eliberat la amnistia generală dată cu ocazia anexării Austriei la al Treilea Reich. 
După șase luni de serviciu forțat în organizații de muncă a început să studieze medicina la Universitatea din Bonn, de unde, în iarna anilor 1937-38, a plecat pentru satisfacerea stagiului militar.
În ianuarie 1940 era participant (involuntar) la invadarea Franței în corpul militarilor sanitari. Între martie și aprilie 1941 a participat la campania din Iugoslavia iar în vara lui 1942 a fost trimis pe frontul din Rusia, unde i-a întâlnit pe Hans Scholl, Alexander Schmorell, Hubert Furtwangler, și Jürgen Wittenstein.
Experiența războiului și cruzimile pe care le-a văzut au întărit și mai mult în el convingerea că trebuie să se opună și să lupte împotriva nazismului.
Reîntors de pe front în decembrie 1942 s-a hotărât să intre în grupul clandestin de opoziție Trandafirul Alb, unde a fost membru activ până la sfârșit. A ajutat la redactarea și distribuirea manifestelor 5 și 6, a participat la acțiunile de propagandă scriind pe zidurile din oraș slogane antinaziste și antihitleriste.
Activitatea sa principală însă, a fost aceea de a găsi noi aderenți la mișcarea Trandafirul Alb, reluând legătura cu prietenii săi din Saarbrücken, Köln, Bonn, Freiburg și Ulm.
În dimineața zilei de 18 februarie 1943 a fost arestat împreună cu sora sa Anneliese. Pe 19 aprilie 1943, judecătorul nazist de tristă amintire, Roland Freisler, președintele „Curții Poporului”, l-a condamnat pe Willi Graf, ca și pe ceilalți membri ai grupului, la pedeapsa capitală: moartea prin decapitare cu ghilotina.
Torturat timp de luni de zile de Gestapo, cu speranța zadarnică de a-i stoarce și numele altor membri ai grupului, a fost în cele din urmă ghilotinat pe 12 octombrie 1943. În ultima sa scrisoare, adresată surorii sale și prietenilor, scria: „Trebuie să continuați ceea ce am început!”.